# Kel-Tec KSG泵動式霰彈槍
Kel-Tec KSG是一系列由槍械設計師喬治·凱爾格倫所設計、美国佛罗里达州可可市槍械公司Kel-Tec數控工業公司研製及生產的犢牛式泵动式散彈槍，也是真正的泵动式戰鬥散彈槍，發射12鉛徑霰彈。
Kel-Tec KSG是一枝雙管式彈倉供彈的霰彈槍，使用者可以手動切換內部供彈的彈倉。每根管式彈倉能夠裝填7發23⁄4英吋12鉛徑霰彈藥筒或6發3英吋12鉛徑麥格農霰彈藥筒。
Kel-Tec KSG在2011年的SHOT Show（美國著名槍展）之中首次推出。

## 設計細節
Kel-Tec KSG霰彈槍是一枝手動操作，泵动式（又稱滑動式）槍機操作的武器。槍管通過位於槍機內上方的可擺動的楔形塊閉鎖，閉鎖時槍機的楔形塊會縮進槍管的延伸部份。與其他泵动式霰彈槍一樣，可滑動的前護木通過兩根操作連桿連接到槍機。KSG亦是一枝采用了犢牛式（英語：Bullpup）設計的戰鬥散彈槍，這樣662.94毫米（26.1英吋）長度的槍身都仍然有一根長達469.9毫米（18.5英吋）的槍管，將士兵的輪廓最小化，並增加了士兵在巷战之中的靈活性。

### 機匣
KSG的機匣是由淬硬鋼製造，並且與雙管式彈倉焊接在一起。機匣左側刻有槍號，機匣內部就是槍機組件。其槍機組件與雷明登870的槍機類似，當護木向前移動時通過連桿帶動槍機組件向前。當槍機組件向前運動到位後，槍機內部的閉鎖塊會被頂起，進入機匣內部的閉鎖凹槽，完成閉鎖，此時武器呈待擊狀態，扣動扳機即可實現擊發。射擊以後，把護木向後拉動，閉鎖塊就會降下，完成開鎖，槍機下方的抽殼鉤就會抽出彈殼，並從機匣下方的拋殼口拋出。槍管和泵动式組件則需要利用硬幣把雙管式彈倉正面的兩個管式彈倉螺母擰松和向前拉動組件才能拆卸。

### 供彈方式
KSG使用位於槍管下方、護木內部包裹並排的雙管式彈倉供彈。每根管式彈倉能夠裝填7發23⁄4英吋12鉛徑霰彈藥筒或6發3英吋12鉛徑麥格農霰彈藥筒。在任何情況以下，它只能使用其中一根管式彈倉以內的霰彈藥筒供彈。使用者可以利用位於手槍握把後面可在三個位置之間轉換的彈倉供彈選擇桿作手動選擇那個管式彈倉供彈。供彈選擇桿撥向中間位置就會同時擋住兩根管式彈倉，不能左右管式彈倉交替供彈或是重新裝填，只能夠讓使用者手動退出膛室內的彈殼或將霰彈藥筒直接往膛室裡裝填。供彈選擇桿撥向其中一側位置以後就可以使用各自的管式彈倉內裝填的霰彈供彈射擊。打盡一邊的管式彈倉以後，使用者必需要通過撥動供彈選擇桿作手動改變供彈來源，然後由另一個管式彈倉繼續供彈。例如在騷亂等的條件以下，可以靈活地先使用某一邊的非致命性彈藥，而標準常用的霰彈（例如鹿彈）則用作後備或必要時使用。這種類似的霰彈槍的設計概念還有南非NS2000、土耳其UTS-15和同樣出自美國的標準製造DP12。
霰彈藥筒需要通過位於手槍握把後面槍托底部的大型彈倉裝填／拋殼口裝填，空彈殼發射以後亦是通過相同的拋殼口直接向下彈出，對使用者的影響減到最低。如此一來，KSG就能夠左右手操作，即使KSG採用了犢牛式結構仍然可以隨時採用左或右手射擊，解決了左手射擊時彈殼拋向使用者面部及氣體灼傷的問題而且不需要複雜的前置式拋殼口配置。
早期型的管式彈倉沒有觀察孔，而改進型則在每個管式彈倉露出護木的部分帶有3個觀察孔，通過觀察孔可以察看管式彈倉內是否有彈。

### 護木
KSG的護木是由玻璃纖維增強尼龙（Zytel）製造而成，護木長度是280毫米（11.02英吋）。在護木前半部分的兩側均有採用Kel-Tec公司傳統的方塊狀防滑紋。護木底部的導軌後面設有讓位槽，這樣護木向後運動時扳機護圈就會越過讓位槽，使護木運動順暢。護木來回滑動則帶動護木兩側的連桿來回運動，然後連桿帶動槍機組件來回運動。
KSG改進型的扳機護環前方更設有早期型所沒有的護木卡鎖，當護木被拉動到前方、槍械處於待擊狀態以下，護木卡鎖鎖住護木，這樣就保證了護木不會來回滑動。當彈藥擊發後，護木卡鎖就會自動解鎖以便向後拉動護木進行拋殼。如果彈藥上膛而需要退彈，就要按動護木卡鎖將其解鎖才可向後拉動護木取出彈藥。

### 握把與保險

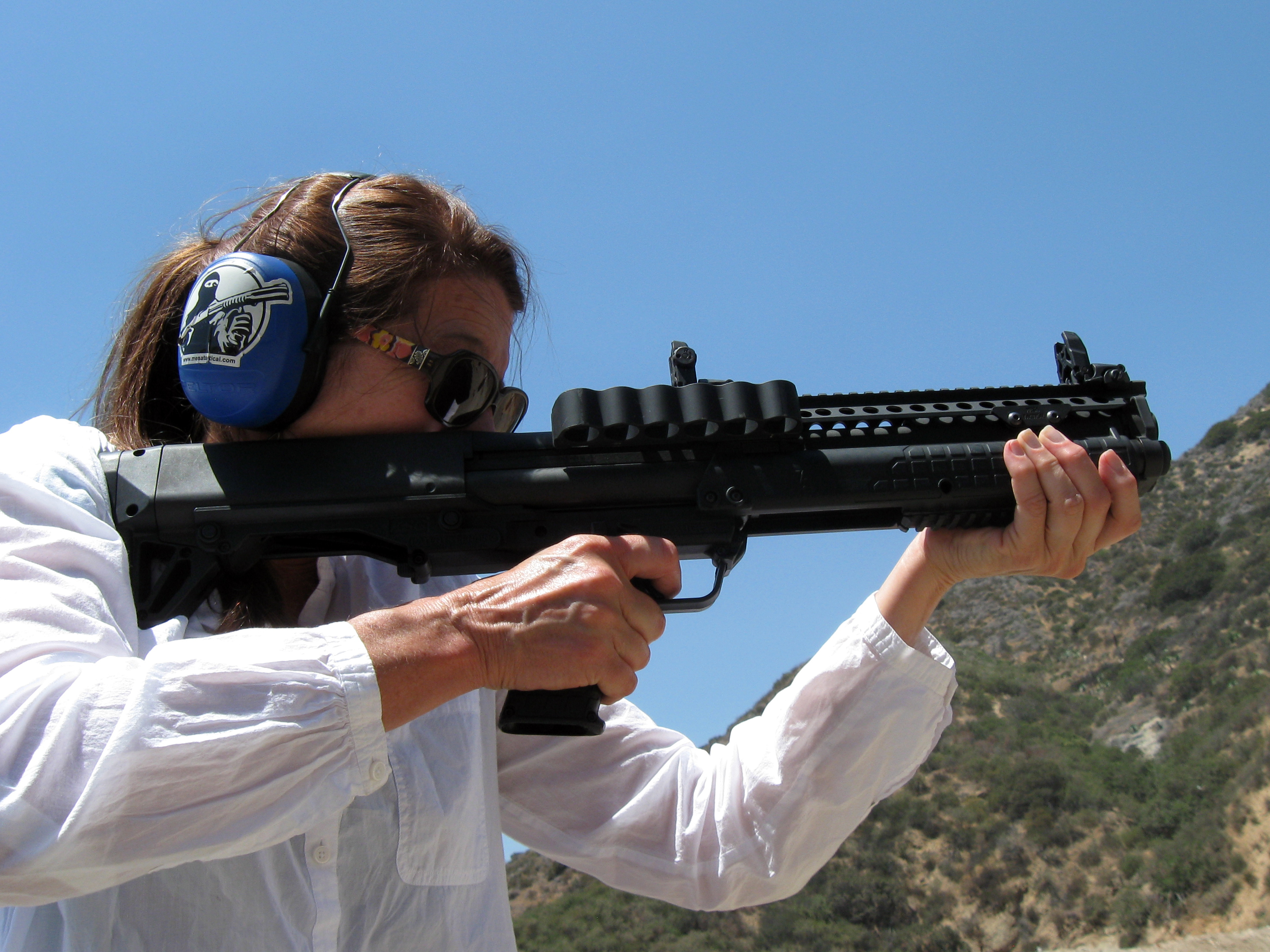
使用裝上了攜帶備用霰彈藥筒附件的Kel-Tec KSG標準型的女使用者。

KSG的手槍握把是由玻璃纖維增強尼龙（Zytel）製造而成，平時在手槍握把上用兩個固定插梢固定在機匣上。只要把兩個洞的插梢都移除掉，就很容易把手槍握把部件拆卸下來。握把採用Kel-Tec公司傳統的方塊狀防滑紋設計。手槍握把內部採用中空設計以減輕質量。手動保險為橫閂式，位於手槍握把的上方兩邊，把手動保險推向右側，保險右側露出紅色“F”字樣的標記，此時處於解除保險狀態，使用者可以隨時扣動扳機進行射擊。相反，將手動保險推向左側則處於保險狀態，這時保險左側露出白色“S”字樣的標記。

### 槍托
槍托下方設有背帶環，與槍管前方的背帶環配合以安裝槍背帶。軟橡膠槍托底板亦有助吸收後座力。KSG改進型的槍托尾部更設有早期型所沒有的一塊厚度為25毫米（0.98英吋）的橡膠貼腮板，可以有效降低後座力的衝擊和提高貼腮時的舒適性。

### 瞄準具及配件
瞄準配件，包括後備機械瞄具（照門及準星，預設時為鬼環式照門及柱狀準星）、光学瞄准镜、紅點鏡、棱鏡式瞄準鏡、夜視鏡和／或熱成像儀，可以通過位於槍管上方長度為305毫米（12.01英吋）的MIL-STD-1913戰術導軌（皮卡汀尼導軌）安裝使用。另外一條皮卡汀尼導軌則位於可滑動式前護木底部的讓位槽前面，可以安裝任由使用者選擇的垂直前握把、戰術燈和／或雷射瞄準器。
鋼製的滑膛槍管可以根據使用者意願加裝各種槍口裝置。槍管前方兩側設有兩個槍背帶環，而槍托底部末端亦設有兩個槍背帶環，以便左右手習慣不同的使用者根據個人需求固定各式槍背帶。

## 衍生型
2012年1月16日，Kel-Tec推出了兩款短槍管KSG霰彈槍型號，並分別命名為巡邏型（英語：Patrol）和戰術型（英語：Tactical）。巡邏型是針對巡警市場的型號，使用408.94毫米（16.1英吋）長度的槍管，總長度為609.6毫米（24英吋），護木的底部裝上了Kel-Tec製造的彎型斜角握把；戰術型是專門針對特種部隊和軍事承包商的型號，使用347.98毫米（13.7英吋）長度的槍管，總長度為543.56毫米（21.4英吋），護木被垂直前握把所取代。縮短全長有助減輕其重量，同時提高了機動性。使用短槍管的KSG衍生型是根據全國槍械法（簡稱：NFA）所規管的第三類槍械。
2017年SHOT Show以上，Kel-Tec推出了KSG-25，可說是與巡邏型和戰術型思維相反的延長槍身型，使用774.7毫米（30.5英吋）長度的槍管，總長度為965.2毫米（38英吋）；兩根管式彈倉加上膛共可裝填25發23⁄4英吋12鉛徑霰彈藥筒（亦是該衍生型的命名來源）或21發3英吋12鉛徑麥格農霰彈藥筒。以後推出的KSG-NR可說是戰術型的延長槍管型，除了將槍管延長至標準型的槍管長度以外，整體與戰術型相同。

## 使用國

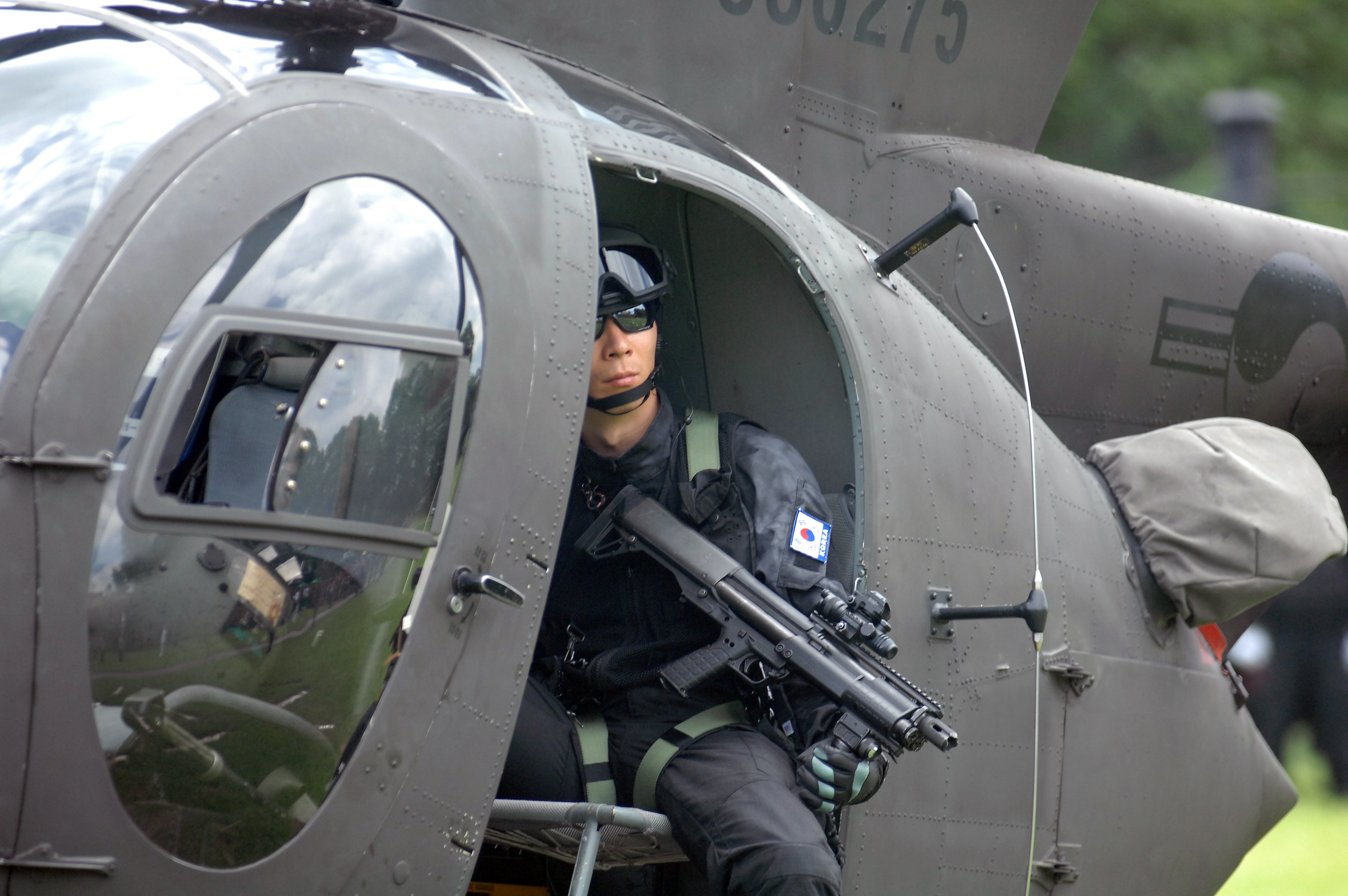
使用KSG的韓國軍士兵

- - 維多利亞警察（英语：Victoria Police）緊急事件應變組（英语：Critical Incident Response Team）
- 法國
  - 法國國家警察搜索、援助、干預、威懾
- 香港
  - 香港警務處證人保護組
- - 大韓民國陸軍
    - 第707特殊任務團[4][5]
- 乌克兰
  - 烏克蘭武裝部隊
- 美国
  - 聯邦監獄局[6][7]
  - 地方警察單位

## 流行文化
Kel-Tec KSG同時出現在不少电影、电视剧、电子游戏和动画裡，例如

### 電影
- 2013年—：由阿利克的衛兵在屋頂上使用。
- 2013年—《頭號目標》：電影中唯一的霰彈槍，由基岡（Keegan，杰森·莫玛飾演）所使用。
- 2014年—：裝上C-More（英语：C-More Systems）紅點鏡，由「老爹」的行刑隊黨羽所使用。
- 2014年—：裝上EOTECH全息瞄準鏡，由維果·塔拉索夫的手下所使用，其中一枝被主角約翰·維克（John Wick，基努·里维斯饰演）所奪取。
- 2015年—：裝上C-More（英语：C-More Systems）紅點鏡，於2017年由凱爾·瑞斯（Kyle Reese，傑·寇特尼飾演）所使用。
- 2016年—：被百麗麗和工廠的警衛所使用。
- 2018年—：作為電擊槍，由世界災難殺戮研究署（W.C.K.D.）警衛所使用。

### 电視剧
- 2007年—《火線警告》：2012年11月29日第6季第14集（總集數為第94集）「向下及向外」（Down & Out），由暴徒所使用。

### 電子遊戲
- 2007年—：最早於韓國版2011年6月2日時推出，使用啞黑色槍身並裝上了Magpul RVG垂直前握把，並裝彈15發，奇怪地射击途中無切换弹仓动作，而且重新裝填時玩家角色會把所有霰彈都裝進一條彈倉以內。能夠通過武器強化系統升級的兩种強化型。港台地區於2011年6月14日推出一般版，命名為「深淵惡魔」；中国大陆地區於2011年6月15日推出一般版，命名為「灼热剃刀」；在各地版本均已開放使用，但泰國版因結束營運的關係而不會在這個版本開放使用。港台地區於2012年2月7日推出透過武器強化系統升級的兩个強化型外觀；中国大陆地區於2012年2月8日推出透過武器強化系統升級的兩个強化型外觀。另外亦有多種改進版：
  - KSG-12 Gold：C-Box限定的黃金噴漆型，前握把、扳機和槍托底部至尾部（不包括槍托底板）亦改成褐色的木頭紋理。港台地區於2012年5月15日推出黃金版連其武器強化系統升級，命名為「黃金惡魔」；中国大陆地區於2012年5月16日推出黃金版連其武器強化系統升級，命名為「黄金剃刀」；武器強化後不會有造型特殊變化；在各地版本均已開放使用，但泰國版及土耳其版因結束營運的關係而不會在這兩個版本開放使用。
  - THANATOS-11：最早於韓國版2015年2月10日時推出，為KSG-12的反殭屍用途改進型，使用黑色和紫色槍身，槍身寫有“Grim Reaper XI”、“R.I.P”和「死」的字樣，前握把被修改為舒適前握把；槍管頂部的戰術導軌被回旋死神鐮刀發射器所取代，使用發射器時會在槍身兩側展開雙翼並將內藏的發射器展開。迴旋刀刃射出以後擊中目前的話會發動Blasting系統和計時炸彈，炸彈爆炸之後會令目標及周圍受到傷害。港台地區和中國大陸地區於2015年2月12日推出，前者命名為「塔納托斯的獻祭」，後者命名為「魄灭」；泰國版、土耳其版及新加坡／馬來西亞版因結束營運的關係而不會在這三個版本開放使用。
- 2009年—《殺戮空間》：2012年7月5日「夏季雜耍」推出，命名為「HSG-1霰彈槍」，配備了可調節戰術喉缩，奇怪地使用12發彈匣供彈。
- 2011年—：只在聯機模式及生存模式出現，使用黑色槍身，並能裝彈12發（聯機模式時可使用改裝：延長彈匣增至18發），最高攜彈量為60發（聯機模式），奇怪地射击途中無切换弹仓动作、而且重新裝填時玩家角色會把所有霰彈都裝進一個彈倉內。聯機模式時於等級4解鎖，並可以使用前握把、消音器、紅點鏡、EOTECH全息瞄準鏡、延長彈匣（18發）；生存模式時於等級26解鎖，價格為$2,000。
- 2012年—：於戰役模式、聯機模式及殭屍模式中皆有出現，命名為「KSG 12」，使用黑色槍身，並能裝彈14發（聯機模式時可使用改裝：延長彈匣增至20發），初始攜彈量為126發（戰役模式）和28發（聯機模式），最高攜彈量為280發（戰役模式）、84發（聯機模式）和56發（殭屍模式）。戰役模式時由洛杉磯警察局（LAPD）、「巨像」公司保安人員、“核心之日”屬下僱傭兵（Mercs）和也門民兵所使用，發射12鉛徑鹿彈；奇怪地射击途中無切换弹仓动作，而且重新裝填時玩家角色會把所有霰彈都裝進一個彈倉內（使用“快速重裝彈匣”改裝後裝填時玩家角色會每次把兩發霰彈分別裝進兩個彈倉內）。聯機模式時於等級34解鎖，發射12鉛徑重彈頭，並可以使用反射式瞄準鏡、長槍管、快速重裝彈匣（每次重新裝填2發，兩條管式彈倉各裝填一發霰彈）、激光瞄準器、可調節槍托、消聲器、延長彈匣、快速抽出握把、毫米波掃描器；殭屍模式時以950點打開神秘箱取得，亦有一款衍生型稱作「霧化產生器」（Mist Maker），能裝彈28發，最高攜彈量提升至84發，並可以使用快速重裝彈匣、反射式瞄準鏡。
- 2012年—《战争前线》：命名為「Kel-Tec Shotgun」，加装Magpul RVG垂直前握把，只使用左边弹仓供弹，載彈量7发。为医疗兵专用武器，K点购买，可以改装枪口配件（通用消音器、霰弹枪消音器、霰弹枪制退器）以及瞄准镜（EOTECH 553全息瞄准镜、绿点全息瞄准镜、红点瞄准镜、Aimpoint Comp M4S瞄准镜、Mojji Zero红点瞄准镜）。
- 2013年—：追加下载内容「失落之島」（Lost Island）的武器。命名為「犀牛」，以10發彈倉供彈，奇怪地取消了雙管式彈倉。
- 2013年—《槍神紀》：擁有兩把以該槍作為原型的武器，分別命名為“SPAS-1”與“獵鹿者零式”，長度比現實要長。為工程師專用武器，均為防禦系武器。
- 2013年—：命名為「Raven」。
- 2013年—《俠盜獵車手V》：命名為「犢牛式霰彈槍」。
- 2014年—《崩壞學園2》：命名為“Saiga-40獨頭彈槍”，可以通過扭蛋產出，最低等級為3星級，最高等級為5星級，只發射一顆彈丸。技能為“穿甲彈：攻擊時有【40%（3星25級）/40%（4星70級）/50%（5星99級）】的概率貫穿整條直線的目標”，威力為512（3星25級）/1068（4星70級）/1554（5星99級），載彈量為17（3星25級）/20（4星70級）/25（5星99級）。
- 2015年—：资料片「犯罪活動」（Criminal Activity）獨有武器之一。命名為「KSG12」，發射12G鹿彈，載彈量13+1發，最高攜彈量為14+70發，武器商店中價格為$25,500，能夠由執法機關執行者（Enforcer）所使用。奇怪地射击途中無切换弹仓动作，而且重新裝填時玩家角色會把所有霰彈都裝進一個彈倉內。可加裝各種瞄準鏡（反射、眼鏡蛇、全息瞄準鏡（放大1倍）、PKA-S（放大1倍）、Micro T1、SRS 02、Comp M4S、M145（放大3.4倍）、PO（放大3.5倍） 、ACOG（放大4倍）、PSO-1（放大4倍）、IRNV（放大1倍）、FLIR（放大2倍））、附加配件（傾斜式機械瞄具、戰術燈、電筒、激光瞄準器、12鉛徑金屬彈頭、破門彈）及槍口零件（全收束器、改良型收束器）。
- 2015年—《火線危機5（日语：タイムクライシス5）》：裝上垂直前握把，由Wild Dog的僱傭兵所使用，其中兩枝分別被兩位主角Luke O'Neil和Marc Godart從第1階段第2區的僱傭兵軍械庫所繳獲，命名為霰彈槍（Shotgun），初始攜彈量為15發，最高攜彈量為20發。
- 2016年—《2016》：以該槍為藍本，但改為單彈倉供彈和深藍色槍身，命名為“Enram HV”，奇怪地在菜單中的該槍的照門與準星倒轉裝在導軌以上而在遊戲中兩者卻是正確安裝位置。
- 2017年—《少女前線》：被歸類為「霰彈槍」，命名為「KSG」。
- 2021年—《極地戰嚎6》

### 動畫
- 2016年—《紅殼的潘朵拉 -Ghost Urn-》：由兔子小姐（バニー，Bunny，CV：村川梨衣）所使用。
- 2022年—《Lycoris Recoil 莉可麗絲》：由錦木千束在第11集所使用。

## 資料來源
1. 1 2 3 4 5 6  .   [2011-06-25]. （原始内容存档于2018-08-16）.
2. 1 2 3 4 5 6 7  Kel-Tec—KSG 的存檔，存档日期2015-11-26.
3. ↑  .   [2011-06-25]. （原始内容存档于2011-03-10）.
4. ↑  .   [2015-05-27]. （原始内容存档于2016-03-04）.
5. ↑  .   [2016-05-30]. （原始内容存档于2016-08-27）.
6. ↑  .   [2015-05-27]. （原始内容存档于2017-10-25）.
7. ↑  .   [2015-05-27]. （原始内容存档于2017-10-25）.

## 外部連結
- （英文）—Kel-Tec CNC KSG （页面存档备份，存于）
- （英文）—policemag.com article （页面存档备份，存于）
- （英文）—Modern Firearms—Kel-Tec KSG shotgun （页面存档备份，存于）
- （英文）—The Firearm Blog.com—
  - Kel-Tec KSG bullpup Shotgun （页面存档备份，存于）
  - Kel-Tec KSG Shotgun Update – BEWARE HOAX SELLERS （页面存档备份，存于）
  - Kel-Tec KSG Stripped （页面存档备份，存于）
  - Kel-Tec KSG in OD Green （页面存档备份，存于）
  - Kel-Tec KSG Short Barreled Law Enforcement / NFA Model （页面存档备份，存于）
  - Torture testing the Kel-Tec KSG Shotgun （页面存档备份，存于）
  - Gun Review: Kel-Tec KSG (again!) （页面存档备份，存于）
  - Kel-Tec Raises KSG Price By $300 To Recoup Costs Before Ban （页面存档备份，存于）
  - Kel-Tec’s Elusive Guns （页面存档备份，存于）
  - Torture testing the Kel-Tec KSG Shotgun （页面存档备份，存于）
  - Kel-Tec KSG Shotgun Review （页面存档备份，存于）
  - Coming Soon: KSG 12-Gauge Suppressor & Attachments from Red Jacket Firearms （页面存档备份，存于）
  - HMMWV Bullet Proof Glass Test （页面存档备份，存于）
  - Man Files Suit against Kel-Tec, ProMag, After Shooting Accident （页面存档备份，存于）
  - Gold KSG vs Old KSG （页面存档备份，存于）
  - Another KSG Hand Accident/Negligent Discharge With Injury （页面存档备份，存于）
  - KSG vs. Bullpup Unlimited Mossberg 500 – FIGHT! （页面存档备份，存于）
  - Safety and Kel-Tec KSG Bullpup – A Couple of Suggestions （页面存档备份，存于）
  - KSG Desk Lamp （页面存档备份，存于）
  - SMT Tactical Pointy KSG upgrades （页面存档备份，存于）
  - Aklys QD Kel-Tec Shotgun Suppressor （页面存档备份，存于）
  - Thumb Actuated Tube Selector for Kel-Tec KSG Bullpup Shotgun （页面存档备份，存于）
  - Rikers Island Guards Issued Kel-Tec Shotguns （页面存档备份，存于）
  - KSG vs. DP-12 – Epic Comparison Video （页面存档备份，存于）
  - Review: Salvo 12 Revisited Different Shotguns And Different Ammo （页面存档备份，存于）
- （英文）—Homemade Defense.com—
  - Kel Tec KSG 12 gauge （页面存档备份，存于）
  - Kel-Tec KSG update （页面存档备份，存于）
- （英文）—Tactical-Life.com—
  - Firing the all-new Kel-Tec KSG (video)（页面存档备份，存于）
  - SHOT Show 2011: Kel-Tec KSG (video)（页面存档备份，存于）
  - KEL-TEC KSG 12 GA. （页面存档备份，存于）
  - Kel-Tec Shotgun (KSG)（页面存档备份，存于）
  - SNEAK PEEK: Kel-Tec KSG SBS 12 GA （页面存档备份，存于）
  - /Kel-Tec KSG SBS 12 Ga. （页面存档备份，存于）
  - Best of the Bullpups: Top 10 Compact Rifles and Shotguns （页面存档备份，存于）
  - Top 10 Guns & Weapons for Law Enforcement Shotguns （页面存档备份，存于）
  - 12 New Tactical Shotguns For 2014 | Galleries （页面存档备份，存于）
  - Top 6 Shotguns From GUNS & WEAPONS FOR LAW ENFORCEMENT in 2014 （页面存档备份，存于）
  - Top Tactical Shotguns, Accessories For 2015 （页面存档备份，存于）
- （英文）—Personal Defense World.com—
  - 12 Pump-Action Shotguns From GUN BUYER'S ANNUAL（页面存档备份，存于）
  - New For 2016: 15 Pump-Action & Semi-Auto Shotguns（页面存档备份，存于）
- （英文）—GunsAmerica Blog—Kel-Tec KSG 15 Round Shotgun – Range Report （页面存档备份，存于）
- （俄文）—Энциклопедия Вооружений－Помповое ружье Кел-Тек КГС (Kel-Tek KSG)
- （英文）—YouTube上的Kel-Tec Shotgun (KSG)
- （英文）—YouTube上的KSG Introductory and update on changes 02.28.11
- （简体中文）—D Boy Gun World（槍炮世界）—Kel-Tec KSG霰弹枪 （页面存档备份，存于）
- （简体中文）—輕兵器—传统唧筒式霰弹枪变革：Kel-Tec公司KSG霰弹枪(一)